# Intermédiaire financier
 (novembre 2024).
Si vous disposez d'ouvrages ou d'articles de référence ou si vous connaissez des sites web de qualité traitant du thème abordé ici, merci de compléter l'article en donnant les références utiles à sa vérifiabilité et en les liant à la section « Notes et références ».
Un intermédiaire financier s'interpose entre les agents économiques en ajustant l'offre de capitaux à la demande de capitaux, c'est-à-dire en drainant les capacités de financement de certains agents (constituées par une épargne inutilisée) pour les prêter ou replacer ensuite à d'autres agents. Ce terme connaît une extension aux domaines des crédits, aux particuliers et aux professionnels, ainsi qu'à celui des assurances, avec les intermédiaires en opérations de banque et services de paiement (IOBSP).
Toutefois, lorsque l'on parle d'intermédiation, il est question plus spécifiquement de l'activité traditionnelle des banques, qui reçoivent des dépôts pour leur compte et prêtent de l'argent pour leur compte.
Cela les distingue par exemple de l'activité de Courtier en bourse dans laquelle l'intermédiaire n'est qu'un transmetteur d'ordre entre un acheteur et un vendeur sur un marché organisé. C'est ainsi qu'on parle de désintermédiation pour les opérations de financement où les banques ne jouent pas un rôle de contrepartie direct auprès des particuliers et entreprises offreurs ou demandeurs de capitaux.
La nécessité de l'apparition des intermédiaires financiers est née des imperfections et des incomplétudes de marché. Toutefois afin que l'argent des ménages "ne dorme pas sous leur matelas" et leur rapporte, les épargnants ont  choisi de confier leurs économies à ces intermédiaires, types banques (IF monétaires), mais il n'y a pas que les banques mais aussi les OPCVM, fonds de pension, fonds spéculatifs,ou encore les compagnies d'assurances (IF non monétaires).
On doit l'existence des IF a 4 éléments, ils permettent:
- Les économies d'échelles

- La diversification du risque

- La réduction des Coûts de transaction

- La réduction des asymétries d'information

Les IF permettent donc de réduire les risques et les coûts d'un investissement direct.
L'intermédiation bancaire connaît toutefois de notables évolutions, avec le développement et l'organisation du métier d'Intermédiaire en Opérations de Banque et Services de Paiement (IOBSP). La réglementation évolue en conséquence. Le cadre d’accès et d’exercice du métier d'IOBSP (iobsp) est à présent régi et encadré par le Décret 2012-101 du 26 janvier 2012. Quatre catégories d’IOB sont définies par la Réglementation (article R 519-4 du Code Monétaire et Financier) : les Courtiers, mandataires des seuls Clients (Catégorie 1), les Mandataires exclusifs d’une Banque (Catégorie 2), les Mandataires multiples de Banques (Catégorie 3) et les Mandataires d’IOB relevant de l’une de ces trois précédentes catégories (Catégorie 4). L’existence et la nature des liens avec les Banques sont donc les critères déterminant pour chaque catégorie d'IOBSP.
Entre autres, une obligation de justification de compétence professionnelle, notamment, via une formation professionnelle spécifique (Arrêté du Ministère de l'Économie et des Finances du 4 avril 2012), est obligatoire à compter du 1er janvier 2013. Ces dispositions sont également adoptées dans une optique de protection renforcée des Consommateurs bancaires et financiers.